# Caja General de Reparaciones de Daños y Perjuicios de la Guerra

Escudo de la Segunda República Española

La Caja general de reparaciones de daños derivados de la guerra civil fue un organismo de represión económica dependiente del Ministerio de Hacienda de la Segunda República Española, creado el día 23 de septiembre de 1936 -a los dos meses de iniciada la Guerra Civil- por el Gobierno de Largo Caballero con objeto de incautar en favor del Gobierno los bienes de los civiles que apoyasen la sublevación militar del 18 de julio.
Su único director fue Amaro del Rosal, dirigente de la Unión General de Trabajadores y próximo al PCE. 
Su sede se hallaba en la ciudad de Valencia, calle del Mar, número 55.

## Historial
Al ocurrir la revuelta militar del 18 de julio de 1936, numerosos miembros de la alta burguesía y la aristocracia española apoyaron activamente la rebelión o simpatizaron con ella. Al tratarse de grandes propietarios con numeroso bienes en la zona bajo control de gobierno frentepopulista, diversas organizaciones afectas (sindicatos, partidos de izquierda, comités obreros, etc.) tomaron posesión de los bienes tanto muebles como inmuebles de estos simpatizantes de la rebelión. 
Tal situación expuso al gobierno republicano que estos bienes deberían ser controlados directamente por la administración central, y usados para reparar los daños que fueran causados por la rebelión militar, regulando las incautaciones «con cargo a las responsabilidades civiles de los partícipes en el movimiento sedicioso», tanto directa como indirectamente, en el transcurso de la guerra civil española. Para esto el decreto de creación de la Caja General de Reparaciones esgrimió la siguiente motivación:

No es verosímil que basten para enjugar el cuantioso quebranto material que ha de soportar nuestro país los bienes de los criminalmente responsables del movimiento sedicioso que ha atacado la legalidad constituida de nuestro pueblo. Pero, sin embargo, es bien justo que ellos sean los primeros en soportar el quebranto.

La Caja fue concebida con muy amplios fines, tanto económicos como sociales, suponiéndose que su patrimonio debía servir para reparar y restaurar la economía tras la guerra, y para ello fue dotada de competencias extraordinarias. Sin embargo, debido a las limitaciones impuestas por la guerra y las dificultades económicas en la retaguardia republicana, la Caja sólo se encargó realmente de centralizar las requisas y la gestión de los patrimonios incautados, tarea que realizó con notable secretismo, aunque luego se le acusó de flagrante  ineficiencia. Su único director fue Amaro del Rosal, dirigente de la Unión General de Trabajadores y próximo tanto a Negrín como al PCE.
A lo largo de la guerra civil la Caja acumuló una inmensa cantidad de bienes, muchos de ellos sin respaldo legal al ser producto de simples requisas practicadas en casas privadas o de expolios ejecutados por particulares, También se comprobó años después que la cantidad de bienes muebles incautados por la Caja jamás fue contabilizada con rigor, ni tasada adecuadamente, al punto que el destino de muchos de ellos resultó incierto tras el fin de la guerra. 
Los bienes inmuebles incautados por la Caja consistieron principalmente en fincas, casas o palacios, utilizados casi de inmediato para fines militares, en tanto la situación bélica no permitía otro empleo. Respecto de los bienes muebles la mayoría estaban constituidos por obras de arte de colecciones privadas, vehículos de lujo, y sobre todo gran cantidad de joyas en metal precioso. Luego estos bienes fueron trasladados masivamente al Castillo de Figueras, que por su cercanía a la frontera francesa permitía la venta de dichos bienes suntuarios a cambio de divisas extranjeras, comerciando tales artículos en Francia o Suiza. 
Al avanzar el conflicto y hacerse insostenible la situación de la República, tras la Batalla del Ebro, la Caja General de Reparaciones trasladó la mayor parte de los bienes incautados hacia Francia, donde pasó a integrar el llamado «Tesoro del yate Vita». Otra gran parte de esos bienes fue capturada por las tropas franquistas en el Castillo de Figueras y devuelta a sus legítimos propietarios.

## Objetivos

Áreas de control de los bandos enfrentados hacia septiembre de 1936.

Francisco Largo Caballero presidía el Vigesimotercer Gobierno de la Segunda República Española siendo Juan Negrín el ministro de Hacienda, la parte expositiva del Decreto señalaba:

"...Se crea una Caja General de Reparaciones de daños derivados de la guerra civil, con cargo a la responsabilidad civil de los que han tenido participación directa o indirecta en el movimiento rebelde. Con cargo a esta Caja de Reparaciones se satisfarán los auxilios y se otorgarán los créditos necesarios para la reparación de los daños causados por la rebelión..."
Artículo 1º

Una enumeración de sus amplios objetivos queda plasmada en la Memoria que su Dirección General editó en octubre de 1936.

## Consejo Ejecutivo
El 29 de septiembre de 1936 fue nombrando director general Amaro del Rosal Díaz y el 18 de noviembre. se decidió la constitución de un Consejo Ejecutivo compuesto por Amaro del Rosal, director; Esteban Martínez Hervás, vicedirector; y Eduardo Ruiz Gajá, secretario general.
El 30 de noviembre celebran su primera reunión acordando fijar el sueldo de sus tres miembros en 18 000 pesetas anuales, más 6 000 pesetas al primero y 5 000 a los dos segundos, por gastos de representación.

## Actuación
Creada esta caja con el fin de reparar daños, sus funciones se limitaron a centralizar los bienes y valores de los acusados. Cuando huye a Valencia el ministro de Hacienda, la Junta sigue sus pasos y aunque desvalijaron[cita requerida] las cajas particulares del banco de España abandonaron cuantiosas riquezas, lo que luego se llamó tesoro del Vita; así nos lo cuenta el entonces presidente de la República:

"...El abandono de Madrid fue tan precipitado que al posesionarse de cierto Ministerio, un miembro de la Junta halló un caja llena de brillantes, producto de registros, incautaciones y secuestros. Nadie la custodiaba. No había inventario, ni cuenta alguna. Hubieran podido cogerse los brillantes a puñados, dice Miaja. En otra habitación, un gran número de objetos de oro y plata, en igual situación. Todo lo entregaron a la Dirección General de Seguridad ..."
Manuel Azaña, Memorias políticas y de guerra, página 369.
 

## Archivo

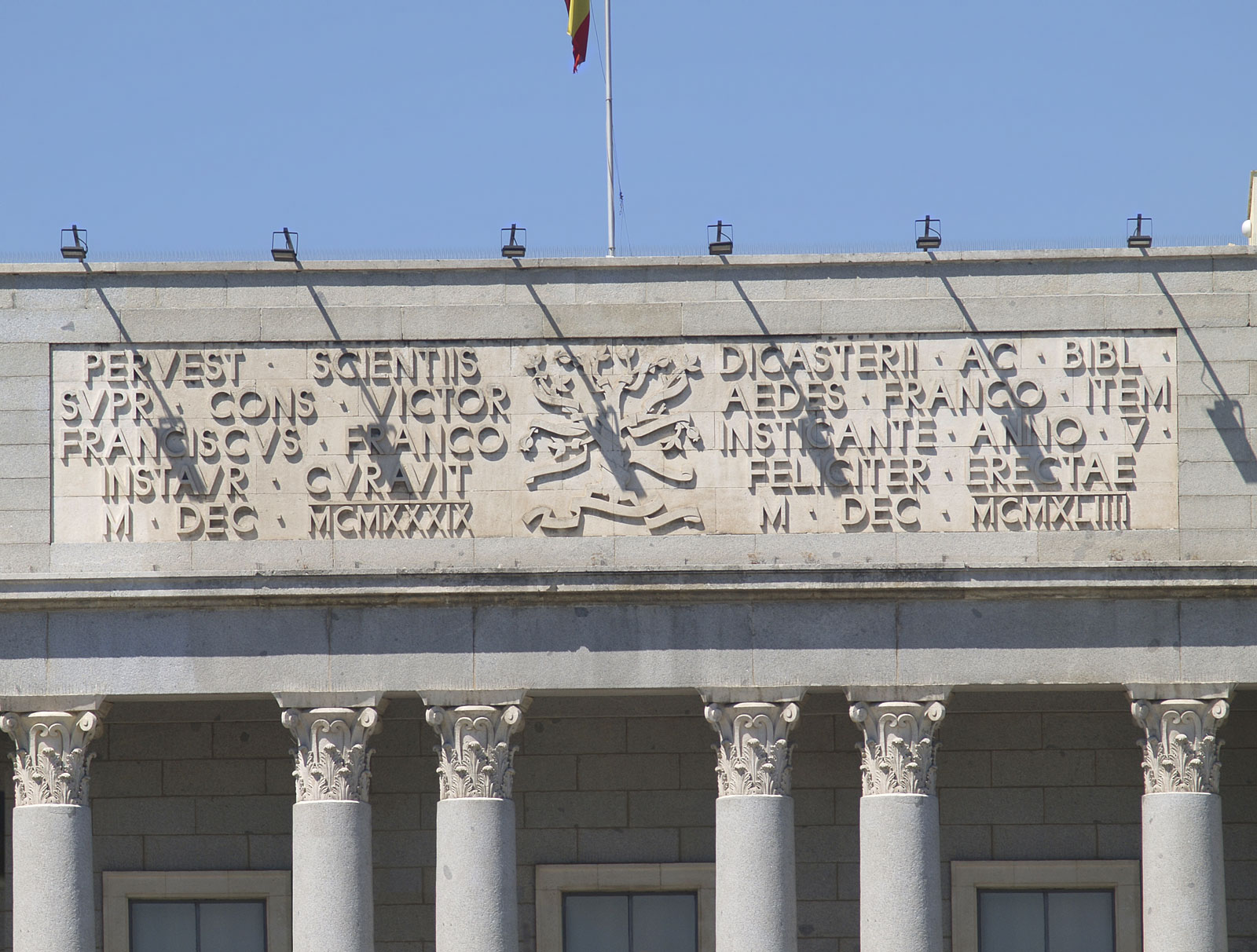
Detalle de la entrada del edificio principal del Consejo Superior de Investigaciones Científicas en el complejo de la calle Serrano (Madrid), en donde se encuentra el Archivo Histórico Nacional.

Entre los años 1960 y 1962 el Ministerio de Hacienda remitió al Archivo Histórico Nacional más de 24.000 legajos y más de 15.000 libros. Dentro de este amplio volumen, vale la pena destacar dos fondos de la época de
Guerra Civil: uno sin inventariar, formado por los documentos de la Comisión interministerial liquidadora de Campsa-Gentibus, CEA y CLUEA; otro, correspondiente a la Caja General de Reparaciones y que goza ya de un inventario para consulta de los investigadores.